# Emperador Ling de Han
L'Emperador Ling de Han (156 - 13 de maig del 189), xinès tradicional: 漢靈帝;, x. sim. 汉灵帝, py. hàn líng dì, wg. Han Ling-ti, (156-189) va ser un emperador de la dinastia Han xinesa. Va ser besnet de l'Emperador Zhang. La Rebel·lió dels Turbants Grocs esclatà durant el regnat de Ling.

## Rerefons familiar i ascensió al tron
Liu Hong va ser un marquès hereditari —el marquès de Jieduting. (Un marquès "ting tenia una marca que podria ser un llogaret, o en casos més estranys, dos o tres llogarets.) La seva va ser una creació de tercera generació, ja que el seu pare Liu Chang (劉萇) i el seu avi Liu Shu (劉淑) havien estat ambdós Marquesos de Jieduting també. El seu besavi fou Liu Kai (劉開), el Príncep de Hejian, i un fill de l'Emperador Zhang. La seva mare la Dama Dong havia estat l'esposa del Marquès Chang.
Quan l'Emperador Huan va morir el 168 sense un fill per a ser hereu, la seva esposa l'Emperadriu Dou Miao es va convertir en emperadriu vídua i regent i examinà les llistes del clan imperial per considerar qui seria el següent emperador. Per raons desconegudes el seu ajudant Liu Shu (劉儵) li va recomanar el Marquès Hong, i després de consultar-ho amb el seu pare Dou Wu i l'erudit i funcionari confucià Chen Fan l'Emperadriu Vídua Dou el va fer emperador a l'edat dels 12 anys. L'Emperadriu Vídua Dou va continuar servint com a regent. L'Emperador Ling va honorar a títol pòstum el seu pare i el seu avi com a emperadors, i la seva àvia com a emperadriu. La seva mare, a causa de la presència de l'Emperadriu Vídua Dou, no va ser honorada com una emperadriu o emperadriu vídua; però sí com una consort imperial.

## Inicis del regnat
El pare de l'emperadriu vídua, Dou Wu, i Chen van esdevenir els funcionaris més importants del govern imperial, i buscaren eliminar les influències d'eunucs del govern. Més tard en el 168, ells fins i tot van proposar anihilar tots els eunucs poderosos, una proposta que l'Emperadriu Vídua Dou va refusar. No obstant això, es van filtrar informacions del pla, i els eunucs, després de segrestar l'emperadriu vídua i tenir en custòdia el jove emperador (després de convèncer-lo que era per la seva pròpia seguretat) van arrestar i passar per les armes a Chen. Dou Wu es resistí, però finalment fou derrotat i es va suïcidar. El clan Dou va ser massacrat. Els eunucs, dirigits per Cao Jie (曹節) i Wang Fu (王甫), es convertiren en els individus més poderosos dins del govern imperial.
Després de la destrucció del clan Dou, el 169, l'Emperador Ling va honrar la seva mare la Consort Dong com una emperadriu vídua; però continuà també honrant l'Emperadriu Vídua Dou (en eixe moment sota arrest domiciliari per els eunucs) com a emperadriu vídua. Membres del clan Dong van començar a entrar en el govern, però no va tenir una influència substancial. Més tard eixe any els eunucs van persuadir l'Emperador Ling que els "partidaris" (és a dir, els funcionaris administratius, i els estudiants universitaris que els donaven suport, que suposadament eren partidaris de conspirar contra l'emperador) estaven conspirant contra ell, i un gran nombre de partidaris van ser arrestats i assassinats; els que es van salvar van ser despullats del tot de les seves llibertats civils, en el que més tard seria conegut com el segon Desastre de les Prohibicions Partidàries.
El 172 l'Emperadriu Vídua Dou va faltar. Tot i els suggeriments dels eunucs sobre que només fóra enterrada com una consort imperial i no fóra honrada com l'esposa de l'Emperador Huan, l'Emperador Ling la va fer enterrar amb els honors d'una emperadriu vídua (juntament amb l'Emperador Huan). En les seqüeles de la seva mort, un vàndal va escriure a la porta del palau:
Tot el que hi és sota el cel està en agitació. Cao i Wang han assassinat l'emperadriu vídua. Els funcionaris clau només saben ser funcionaris i no tenen cap cosa fidel a dir.

## El regnat
El regnat de l'Emperador Ling encara veuria altra repetició de la dominació del govern per part de corruptes eunucs. Aquesta vegada Zhang Rang i els seus còmplices van aconseguir dominar completament l'escenari polític després de fer-se prevaler per sobre del pare de l'Emperadriu Vídua Dou, Dou Wu, i del seu aliat, l'erudit confucià Chen Fan (陳蕃) el 168. L'Emperador Ling, fins i tot després que va créixer fins a l'edat adulta, no es va interessar per els assumptes governamentals; en lloc d'això es va lliurar a saciar el seu apetit faldiller i un estil de vida decadent. Alhora, els funcionaris corruptes imposaren forts impostos als camperols provocant protestes públiques i revoltes. Agreujant encara més la situació amb la venda de càrrecs polítics a canvi de diners.
L'Emperador Ling va transir el 189 a l'edat dels 34 anys, després de regnar durant 21 anys. Després de la seva mort, el poder va caure en mans de Dong Zhuo (que el menyspreava). L'Emperador Ling va ser un dels pocs exemples de la història en que el tron d'un emperador és heretat per un fill que atorga un nom pòstum molt despectiu (però precís) al seu pare.
El regnat de l'Emperador Ling va deixar la Dinastia Han Oriental dèbil i preparada per a esfondrar-se. Després de la seva mort, l'imperi es va desintegrar i durant diverses dècades els senyors de la guerra van estar guerrejant; tot fins que finalment el seu fill l'Emperador Xian de Han va ser forçat a abdicar en favor de Cao Pi, marcant el començament de l'era dels Tres Regnes.

## Noms d'era
- Jianning (建寧 py. jìan níng) 168–172
- Xiping (熹平 py. xī píng) 172–178
- Guanghe (光和 py. gūang hé) 178–184
- Zhongping (中平 py. zhōng píng) 184–189

## Família
- Pare
  - Liu Chang (劉萇), el Marquès de Jiedu, fill de Liu Shu (劉淑) el Marquès de Jiedu, fill de Liu Kai (劉開) Príncep Xiao de Hejian, fill de l'Emperador Zhang de Han
- Mare
  - La Dama Dong (d. 189)
- Germà
  - Marquès de Hefei
- Esposes
  - L'Emperadriu Song (creada el 171, deposada i m. 178)
  - L'Emperadriu He (creada el 180, m. 189), mare del Príncep de Hongnong
- Concubines destacables
  - La Consort Wang Rong (王榮), mare de l'Emperador Xian (d. 181)
- Fills
  - Liu Bian (劉辯), posterior emperador (deposat 189 i creat el Príncep de Hongnong, m. 190)
  - Liu Xie (劉協), inicialment el Príncep de Bohai (creat el 189), més tard del Príncep de Chenliu (creat el 189), posteriorment l'Emperador Xian de Han
  - La Princesa Wannian (nom desconegut, creat el 180)